# أديلايد آن بروستر
اديلايد آن بروستر (بالإسبانية: Adelaide Anne Procter)‏‏ (30 أكتوبر 1825 - 2 فبراير 1864) شاعرة وإنسانية إنجليزية. عملت بوضوح بالنيابة عن النساء العاطلات والمشردات، كانت ناشطة في عدة مجموعات ومجلات نسوية. لم تتزوج بروستر أبداً، وبعض من أشعارها أثار الشك حول كونها مثلية. نتيجة لعملها الإنساني، أهملت اديلايد صحتها، وتوفيت من جراء إصابتها بالسل في عمر الثامنة والثلاثون.
بدأت بروستر مهنتها في الأدب عندما كانت في سن المراهقة، نُشرت أشعارها في دوريات تشارلز ديكنز (هاوس هولد وردز) وعلى مدار العام ثم تبع ذلك أن نشرتها على شكل كتاب. كان لعملها الخيري وتحولها للكاثوليكية أثرا كبيراً على أشعارها. تتناول أشعارها مواضيع مثل التشرد، الفقر والنساء الساقطات ‏.
كانت بروستر شاعرةالملكة فيكتوريا المفضلة. مرت أشعارها بتعديلات عدة في القرن التاسع عشر. قال عنها كوفنتري باتمور أنها الشاعرة الأكثر شهرة بعدألفريد تنيسون. تم تحويل أشعارها إلى تراتيل وأغاني، ونشرت في الولايات المتحدة وألمانيا وإنجلترا. في بدايات القرن العشرين تضائلت شهرتها. القليل من نقاد العصر الحديث أولى أعمالها اهتماماً. النقاد الذين اهتموا بأعمالها يعتقدون بأن أشعارها بارزة، في الطريقة التي تصف فيها عن تعبير النساء الفيكتوريات مشاعرهن المكبوتة.

## حياتها
ولدت اديلايد في 25، ساحة بيدفورد في بلومسبيري في لندن. في يوم الثلاثين من أكتوبر 1825 لأبيها الشاعربراين والر بروستر ‏ وزوجته آن. كانت للعائلة علاقات أدبية وثيقة: الروائية اليزابيث غاسكل استمتعت بزيارة بيت آل بروستر. ووالد بروستر كان صديقاً للي هنت، تشارلز لام والروائي تشالرز ديكنز. بالإضافة إلى معرفة الشاعر ويليام وردزوث والناقد ويليام هازلت. صديق العائلة بيسي راينير بيلوك كتب يوماً في عام 1895: «كل من كانت لديه دعوى أدبية، مهما كان ما يدخل أو يخرج من ذاك المنزل. عائلة كيمبيل، مكريدس، روزيتي، ديكنز، ثاكري، لم يبدوا كزوار أبداً، ولكن كانوا وكأنهم ينتمون لذاك المكان.»

أثنى تشارلز ديكنز على ذكاء بريستور. على حسب رأيه، الشابة بريستور تميزت بإتقانها للمواضيع التي تهمها بدون صعوبات: 
عندما كانت طفلة يافعة، تعلمت عدة مشكلات من إقليدس. عندما كبرت قليلاً، تعلمت الفرنسية والألمانية والإيطالية... العزف على البيانو بمهارة.. والرسم. ولكن بمجرد ما أن تقهر كل الصعوبات في تعلم فرع من علم ما، كانت تفقد اهتمامها فيه سريعاً، لتتجه لتعلم شيء آخر.

## قائمة بأعمالها
- (آهاوس تو ليت)، قصة قصيرة كتبتها بالتعاون مع تشارلز ديكنز، اليزيبيث غاسكل وويلكي كولينز
- (ليجيندز اند ليركس)، المجموعة الأولى، 1858
- (ليجيندز اند ليركس)، المجموعة الثانية، 1861
- (آ تشابلت اوف فيرسز)، 1862
- (ذا هاونتد هاوس)، قصة قصيرة كتبتها بالتعاون مع تشارلز ديكنز، اليزيبيث غاسكل، ويلكي كولينز، جورج سالا وهسبا ستريتون.

## روابط خارجية
- أديلايد آن بروستر على موقع ميوزك برينز (الإنجليزية)